# Mississippiterritoriet
Mississippiterritoriet (engelska: Mississippi Territory) var ett amerikanskt territorium. Det existerade från 7 april 1798 till 10 december 1817, då kvarvarande delar uppgick i den amerikanska delstaten Mississippi.

### Fotnoter
1. ↑  ”Mississippi” (på engelska). World Statesmen. http://www.worldstatesmen.org/US_states_L-M.html#Mississippi. Läst 20 juli 2015.